# Вернакулярна назва тварини
Вернакулярна назва тварини — зоономен, який є відповідником певної класифікаційної системи різноманіття тваринного світу і унікальним позначенням певної групи живих організмів. Іншими словами, це усталена ненаукова назва певної тварини або виду.

## Приклади
На відміну від інших зоономенів, вернакулярна назва слугує не як назва (ім'я) конкретних особин чи груп особин, а як назва певної класифікаційної групи в описі біологічного різноманіття та позначенні певних надвидових або внутрішньовидових груп тварин.
Наприклад, до таких назв відносяться поняття:
- «птах», «гуска» (рід птахів), «гуска біла» (вид гусей).

Інший приклад (вкладені таксони і нетаксони):
«ссавці», або «звірі» (клас хребетних тварин),
«копитні» (група родин ссавців з двох різних рядів),
«жуйні» (надродина ряду оленеподібних = парнокопитних),
«свиня» (рід жуйних, що включає низку видів),
«свиня лісова», або «дикий кабан» (вид),
«свійська свиня» (одомашнена форма свині),
«кнур» (самець-плідник) та «порося» (дитинча свині).

## Сутність поняття
Наукова номенклатура передбачає існування великої кількості назв окремих об'єктів класифікування (наприклад, родів або рядів), які формують синонімічні ряди. Основною чинною назвою будь-якого біологічного таксона є його наукова назва, подана латиною згідно з правилами вживання наукових назв тварин (Міжнародний кодекс зоологічної номенклатури).
Проте нарівні з чинною науковою назвою, а нерідко і без неї, тварин називають вернакулярними назвами (від англ. vernacular — народний, рідний, яке в свою чергу походить від лат. vernaculus — домашній, рідний). Вернакулярні назви тварин є зручними для використання у довідкових виданнях та інтернеті, а також у освіті, в побуті тощо. Вернакулярні назви окремих видів тварин формують величезні синонімічні ряди, які включають різні діалектичні, місцеві, запозичені, художні та інші назви (наприклад, пес і собака, лис і лисиця). Існують і регіональні особливості вживання тих чи інших назв (наприклад, вивірка і білка, сурок і бабак). У окремих об'єктів класифікування існують спеціальні позначення окремих вікових чи статевих груп (наприклад, кінь, лоша, кобила, жеребець; вівця і баран, бик, корова, теля, говядо). (див. також: власні назви)

## Завдання і тенденції
У завдання номенклатури входить упорядкування не тільки наукових, але й вернакулярних назв тварин. Першими повноцінними зведеннями в Україні стали словники Івана Верхратського, Миколи Шарлеманя (1927), Олександра Маркевича і Костянтина Татарка (1983) та інших природознавців і зоологів. Різноманіття назв окремих зоологічних об'єктів (зокрема, хребетних тварин) та відсутність усталених переліків назв спонукало науковців до впорядкування нових переліків, що пов'язано не тільки з виправленням викривлень радянської доби (наприклад, «волк» замість «вовк» у словнику Маркевича і Татарка та багатьох інших невиправданих запозичень із суміжних мов), але й формування нових назв для видів, які раніше були відсутніми або були не відомими у складі фауни України або не згадувалися у працях українських науковців.
Отже, мають місце кілька паралельних процесів:
- упорядкування раніше створеного різноманіття назв;
- приведення у відповідність існуючих назв тим чи іншим таксонам;
- формування нових назв для новоописаних таксонів.

Усе це вимагає впорядкування нових переліків, які враховують поточні зміни складу фауну і зміни знань про систематику тварин. Такі розчистки проведено останнім часом для птахів (Фесенко, Бокотей, 2002) та частини ссавців (Загороднюк, 2001, 2008). Певний прогрес досягнуто в називництві «рибоподібних» (круглоротих, хрящових і променеперих риб) фауни України (Мовчан, 2008).

## Уніфікація вернакулярних назв
Широке вживання вернакулярних назв при створенні словників, визначників, довідників, підручників, науково-популярних статей тощо вимагає певного рівня уніфікації або, принаймні, формування синонімічних рядів. Такі задачі варто розділяти на рангами таксонів: 1) назви родів і видів та 2) назви вищих таксонів.
У цій царині створено певні доробки щодо українських назв тварин.
- родова назва вживається, як правило, у формі іменника називного відмінку в однині (наприклад, «щур» для Arvicola, а не «водяна полівка»; «коала» для роду Phascolarctos, а не сумчастий ведмідь);
- видова назва вживається після родової (у наукових текстах) або перед нею (у популярних описах) у формі прикладки або означення; при цьому означення може бути іменником і в такому разі родову назву можна уникати (наприклад, кінь-тарпан -> кінь тарпан -> тарпан);
- назва родини і частини вищих таксонів подають в уніфікованій формі шляхом додавання відповідних морфем до кореня родової назва. Зокрема, для родин використовують морфеми «-ові/еві»: тхореві, лиликові, мишеві тощо.
- Для формування назв підрядів використовують морфему «-виді» (або «-видні»), для рядів — морфему «-подібні» (наприклад, мишовиді і мишоподібні). Використання морфеми «-подібні» для видів або інших за ряд таксонів веде до плутанини (наприклад, в назві виду «нетопир лиликоподібний» або в назві підряду «вивіркоподібні»).

Приклади уніфікованих назв таксонів, що включають мишу хатню (Mus musculus):
| ранг таксона | опис назви | морфема лат. | приклад лат. | морфема укр.   | приклад укр. |
| ------------ | ---------- | ------------ | ------------ | -------------- | ------------ |
| ряд          | множина    | -formes      | Muriformes   | -подібні       | мишоподібні  |
| підряд       | множина    | -morpha      | Murimorpha   | -виді (-видні) | мишовиді     |
| надродина    | множина    | -oidea       | Muroidea     | -уваті         | мишуваті     |
| родина       | множина    | -idae        | Muridae      | -ові (еві)     | мишові       |
| підродина    | множина    | -inae        | Murinae      | -ині           | мишині       |
| триба        | множина    | -ini         | Murini       | -і (и)         | миші         |
| рід          | однина     | -            | Mus          | -              | миша         |
| вид          | однина     | -            | Mus musculus | -              | миша хатня   |

У частині випадків дослідники надають перевагу традиційним описовим назвам (наприклад, «хижі» замість «песоподібних» або «сови» замість «совоподібні»). Неуніфіковані, описові назви (без типового роду) втрачають однозначність при зміні поглядів на обсяг таксона. Наприклад, термін гризуни в різних зведеннях щодо фауни України включає зайцеподібних (наприклад, Мигулін, 1938 «Звірі УРСР») або розглядається без них (наприклад, Корнєєв, 1965: «Визначник звірів УРСР»). Те саме стосується і групи «ластоногі» (ряд?, підряд хижих?, екоморфологічний тип?).
Уніфікація описових назв вищих таксонів є невиправданою. Зокрема, назву таксона «гризуни» (="мишоподібні") недоречно уніфікувати як «гризуноподібні», проте назва «китоподібні» є виправданою, оскільки існує рід «кит» (Balaena) з родини китові (Balaenidae).

## Написання біноменів українською мовою

Обкладинка одного з видань щодо українських назв тварин (Щербуха, 2003)

У виданнях щодо фауни України склалася стійка традиція подання назв тварин у двослівній формі — Назва роду + назва виду. Назва роду, як правило, наводиться у формі одного слова — іменника в однині, а назва виду, як правило, у формі прикметника. У випадку з добре відомими видами їхні назви мають форму іменника і подаються одним словом. При цьому родова назва може уникатися (наприклад, вид «віслюк» з роду «кінь»), проте у зоологічному словнику Маркевича і Татарка (2003) всі такі назви (видова назва у формі іменника) подаються у комбінації з родовою назвою, що полегшує роботу зі списками видів (наприклад, наведено «кінь тарпан»). Такий порядок наведення назв у формі «рід+вид» («Звір ікластий», а не «ікластий звір», «Жаба зелена», а не «зелена жаба») не є обов'язковим, але його прийнято в оглядах багатьох груп тварин, зокрема:
- в огляді наземних хребетних України  (2003),
- в огляді риб України (2003)[1], (2012) [2],
- в переліку таксонів ссавців України  (2003—2011),
- в огляді птахів України  (2007),
- в огляді рідкісних видів тварин України  (2010).

Завдяки такій формі вдається уникнути збігів характеристик окремих особин від видових назв (наприклад, плямистий олень і Олень плямистий, індійський буйвіл і Буйвіл індійський, степовий орел та Орел степовий, сіра гуска та Гуска сіра). Для маловідомих видів нерідко формуються назви на основі схожості з іншими видами (або й родами), через що виникають трислівні назви. Прикладами є назви риб (за: ): Рід «Карликовий сомик» та вид «Карликовий сомик коричневий», «Рід Товстолобик білий» та вид «Товстолобик білий амурський». Однак, трислівні назви громіздкі й незручні для широкого вжитку, тому існує необхідність їхнього спрощення, зведення до двослівних чи однослівних  : вид «Сомик коричневий». Іноді, щоб розмежувати назви родів і видів, у назві роду першим ставиться прийменник, а другим іменник, у назві виду - навпаки: рід «Білий товстолобик», вид «Товстолобик білий». Подібні проблеми зникають також при формуванні власних назв, прикладом чого є заміна у наукових працях давньої родової назви «морська свинка» назвою «кавія»  або «морська видра» = "калан".

## Зміст означень в біномені
Існує кілька традиційних форм написання означень.

### Означення за ім'ям
Поширена форма видових означень на честь дослідників може наводитися двома способами:
- вечірниця Лейслера
- вечірниця лейслерова (в такому випадку — з малої літери).

Перевага раніше надавалася першому варіанту, у сучасних зведеннях перевага звичайно надається другому варіанту або варіанту з позначенням якоїсь морфологічної, екологічної чи біогеографіної особливості. Прикладами замін є:
- вечірниця мала — для двох наведених біноменів виду Nyctalus leisleri
- тхір степовий — для кол. "тхір Еверсмана, або еверсмановий" (Mustela eversmanni)

### Означення "звичайний"

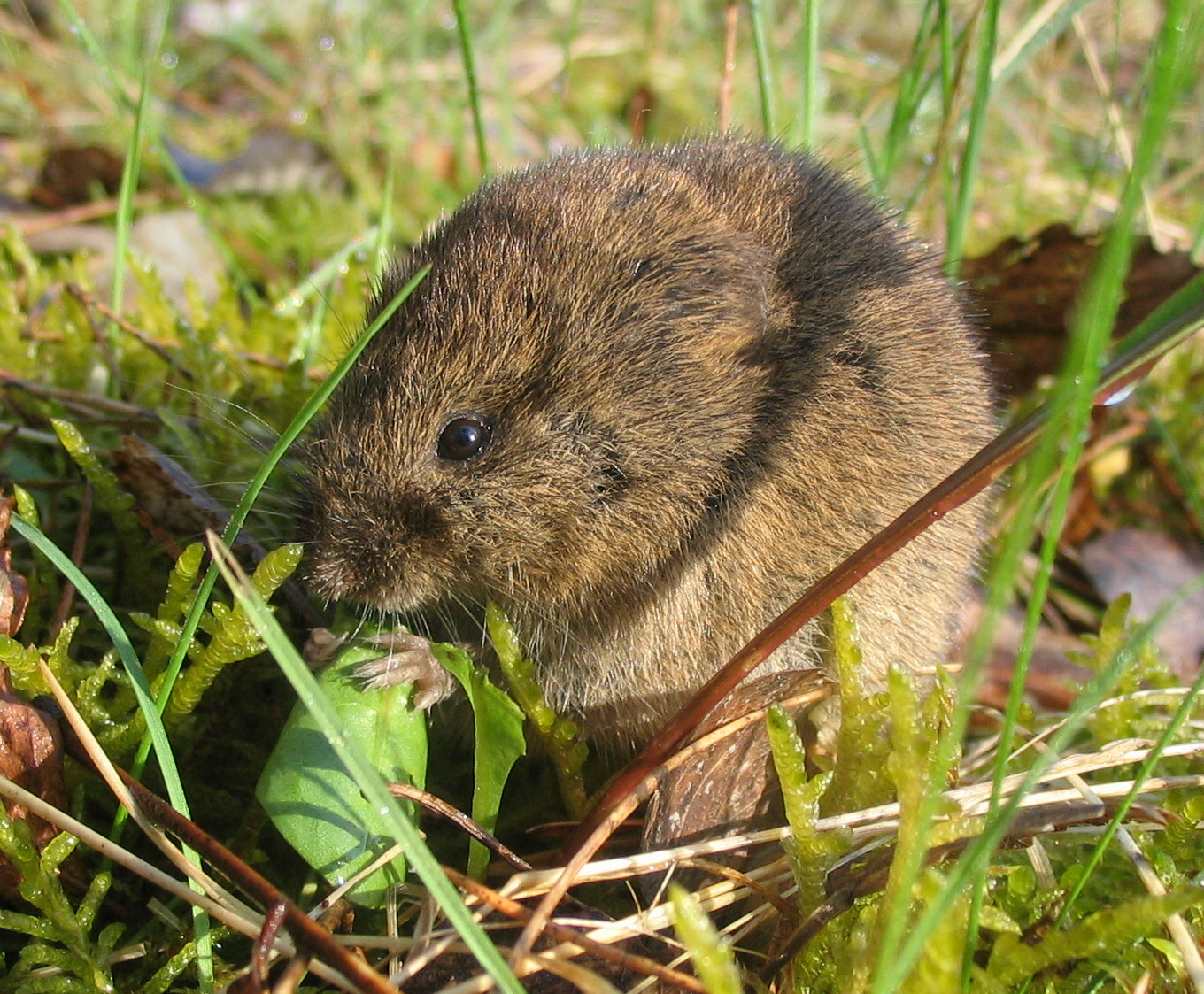
Полівка звичайна — колишній вид, який тепер поділяють на принаймні 5 видів, у т.ч. три у складі фауни України

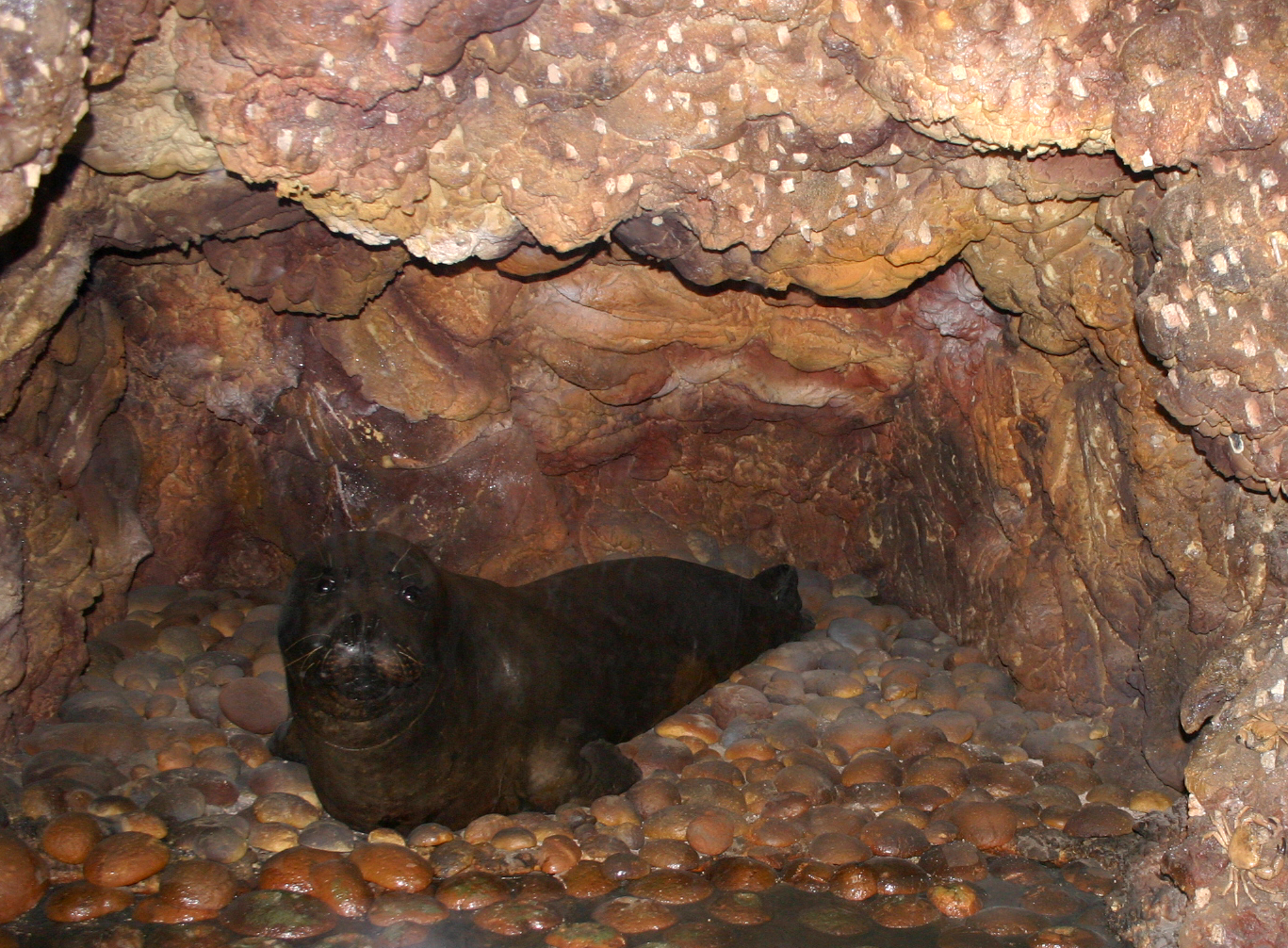
Тюлень-монах звичайний — давно вже не "звичайний". Одна з назв виду — "тюлень білочеревий"

Означення "звичайний" у абсолютній більшості випадків стосується або таксономічної, або демографічної складової опису видів:
- "звичайний" у значенні "типовий" (наприклад, типовий вид), у переважній більшості випадків така назва стосується надвидів, тобто колишніх політипних видів (наприклад, "звичайна полівка")
- "звичайний" у значенні єдиний вид роду (він же типовий) (наприклад, "тюлень-монах звичайний, хом'як звичайний")
- "звичайний" у значенні найчисельніший, найпоширеніший і найвідоміший; як правило найвідоміший місцевих вид певного роду (наприклад, лисиця звичайна, вивірка звичайна).

Такі означення часто втрачають свій первинний сенс, зокрема внаслідок 
- систематичних ревізій і нових поділів колишніх політипних видів на два або більше "малих" види,
- зміни чисельності і появи або підвищення охоронних категорій колись звичайних видів.

У зв'язку з цим означення "звичайний" часто не відбиває поточний стан розробки таксономії виду (часто стосується колишнього широкого розуміння обсягу виду) і стан його популяцій, тобто вводить користувачів фауністичних переліків в оману. Саме тому подібних видових назв останнім часом уникають.
Прикладом є поступова трансформація назви виду "шпак" (колись єдиний вид шпаків в Україні): вид записано у ВП як Звичайний шпак, проте в перших рядках статті вказано "Європейський шпак, Звичайний шпак або просто Шпак (лат. Sturnus vulgaris)".

## Виноски
1. ↑  Щербуха, А. Я. 2003. Українська номенклатура іхтіофауни України : монография. Зоомузей ННПМ НАН України, Київ, 1–50.
2. 1 2  Куцоконь Ю., Квач Ю. Українські назви міног і риб  фауни України для наукового вжитку // Біологічні студії. — 2012. — Т. 6, №2. — С. 199—220.
3. ↑  Зокрема, про цю проблематику див. коментарі в огляді: Загороднюк, 2009, loc. cit. (наприклад, "Стандартне для таких випадків (коли маємо єдиний вид роду) означення «звичайний» не відповідає сьогоденню, оскільки несе відтінок звичайності у сенсі чисельності виду").